# 石原憲一郎
石原 憲一郎（いしはら けんいちろう、1947年 -　）は、日本の造園系公務員で、景観園芸家。

## 来歴
神戸市に生まれる
。兵庫県立長田高等学校から1970年に東京農業大学農学部造園学科を卒業した。
建設省に入省し、総理府も含め、公園緑地や都市緑化、都市計画の政策立案までを担当する部署に勤務する。国際花と緑の博覧会の会場計画を担当した。
沖縄総合事務局国営沖縄記念公園事務所長時代は、首里城正殿復元工事で現地責任者を務め、2019年の正殿焼失の際には無念の思いを語っている。
1993年から兵庫県庁に出向。淡路夢舞台造成における自然再生、兵庫県立淡路景観園芸学校の設立準備から建設運営に至る責任者（開校後は副校長、校長）といった活動に携わった。2008年に定年で退官した。
退官後、神戸ビエンナーレのエグゼクティブディレクター（2013年、2015年）や、淡路ハーブフェスティバル実行委員長を務めている。
また東京農業大学客員教授や兵庫県参与も務めた。
2010年に、第32回日本公園緑地協会北村賞を受賞した。
2019年秋の叙勲で、瑞宝小綬章を受章した。
著書に『成熟型ランドスケープの創出  緑環境景観マネジメント』（監修、ソフトサイエンス社、2009年）、『フラワーランドスケーピング』（共著、講談社）、『景観園芸宣言』（共著、ビオシティ）『差異の美学』（共著、出版ワークス）がある。